# Асоциация на ветеринарните хирурзи в България
Асоциацията на ветеринарните хирурзи в България е учредена в Стара Загора на 22 юни 2012 г.

## Цели
- Регистрация на специалисти, специализиращите и практикуващи ветеринарни хирурзи в България;
- Съдействие за теоретично и практическо обучение по ветеринарна хирургия в страната и чужбина;
- Развитие и усъвършенстване на нормативната база в областта на ветеринарната хирургия в страната, чрез създаване на хирургични стандарти за ветеринарната практика и правилник за прилагането им;
- Международно сътрудничество с подобни организации, създаване на контакти на българските ветеринарни хирурзи с техни колеги от чужбина за популяризиране на световния опит;
- Защита на правата и интересите на членовете на АВХБ.

## Управление и контрол
Управителен съвет
- проф. Иван Борисов, Стара Загора (председател)
- гл. ас. Надя Златева, София (член)
- д-р Живко Желязков, Стара Загора (член)

Контролен съвет
- доц. Галина Симеонова, Стара Загора
- д-р Георги Узунов, София
- д-р Николай Механджийски, Самоков